# Lucien J. Fenton

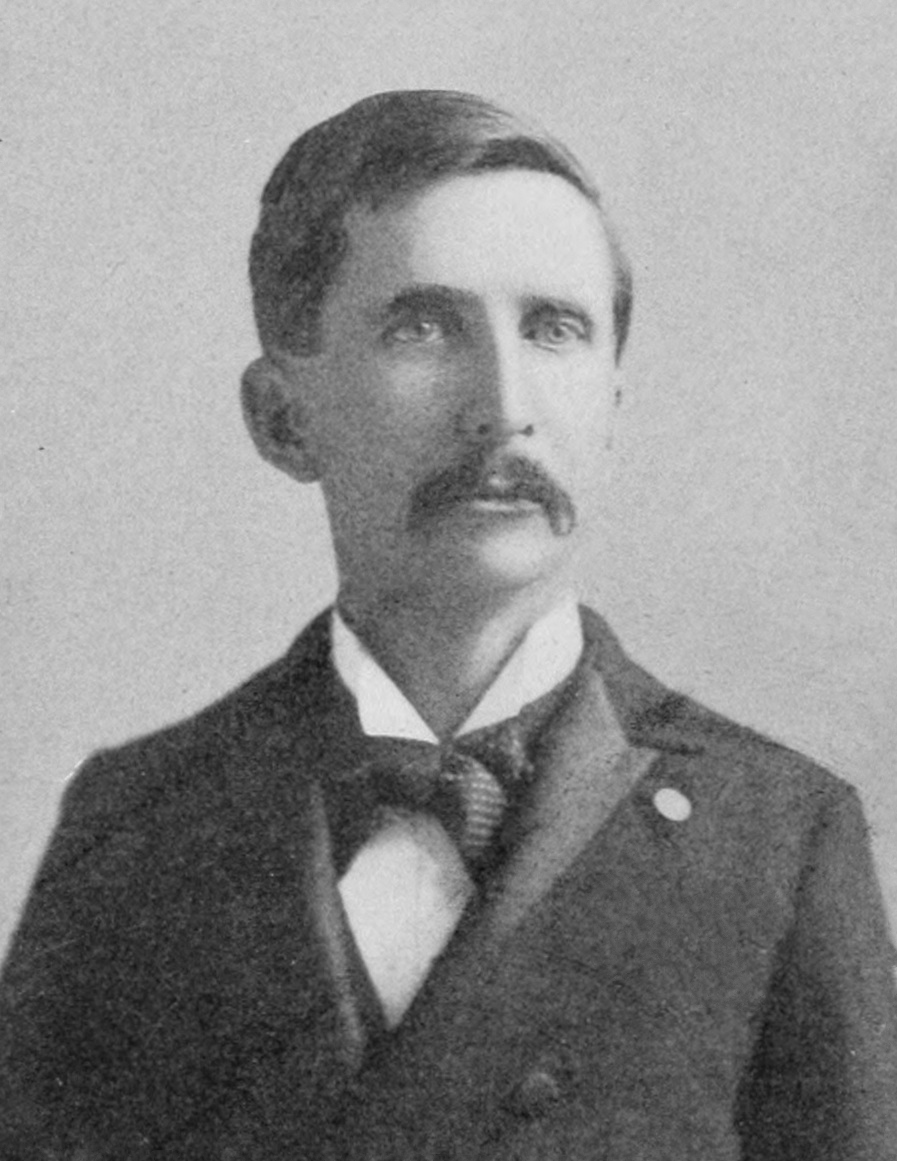
Lucien J. Fenton

Lucien Jerome Fenton (* 7. Mai 1844 in Winchester, Adams County, Ohio; † 28. Juni 1922 ebenda) war ein US-amerikanischer Politiker. Zwischen 1895 und 1899 vertrat er den Bundesstaat Ohio im US-Repräsentantenhaus.

## Werdegang
Lucien Fenton besuchte die öffentlichen Schulen seiner Heimat, die Lebanon Normal School und die Ohio University in Athens. Zwischen 1862 und 1865 diente er während des Bürgerkrieges in einer Infanterieeinheit aus Ohio im Heer der Union. Aufgrund einer Verwundung schied er am 29. Mai 1865 aus dem Militärdienst aus. Zu diesem Zeitpunkt war der Bürgerkrieg allerdings ohnehin schon beendet. Zwischen 1865 und 1881 arbeitete Fenton als Lehrer; von 1881 bis 1884 war er beim US-Finanzministerium in Washington, D.C. angestellt. Anschließend kehrte er nach Ohio zurück, wo er 1884 die Winchester Bank gründete. Im Jahr 1892 wurde er von Gouverneur William McKinley zum Kurator der Ohio University ernannt. Politisch war er Mitglied der Republikanischen Partei. Im Juni 1892 nahm er Delegierter an der Republican National Convention in Minneapolis teil.
Bei den Kongresswahlen des Jahres 1894 wurde Fenton im zehnten Wahlbezirk von Ohio in das US-Repräsentantenhaus in Washington gewählt, wo er am 4. März 1895 die Nachfolge von Hezekiah S. Bundy antrat. Nach einer Wiederwahl konnte er bis zum 3. März 1899 zwei Legislaturperioden im Kongress absolvieren. In diese Zeit fiel der Spanisch-Amerikanische Krieg. Im Jahr 1898 wurde er von seiner Partei nicht mehr zur Wiederwahl nominiert.
Nach seiner Zeit im US-Repräsentantenhaus arbeitete Lucien Fenton in Winchester im Bankgewerbe. Von 1912 bis 1922 war er Präsident des dortigen Schulausschusses. Von 1918 bis zu seinem Tod leitete er auch den Schulausschuss im Adams County. Er starb am 28. Juni 1922 in Winchester, wo er auch beigesetzt wurde.